# Torneio Future Champions de 2011
O Torneio Future Champions de Futebol Sub-17 de 2011 é a quinta edição deste torneio de futebol sub-17. Esse torneio é como se fosse uma Copa do Mundo de Clubes Sub-17. Nesse torneio participam 12 equipes em 4 grupos de 3 equipes. Os 4 primeiros de cada grupo se classificam para semifinal. Os segundos colocados e os terceiros colocados vão disputar um play-off, para depois ver quem é o quinto colocado ao décimo segundo colocado. Os ganhadores da semifinal vão fazer a final no dia 17 de dezembro e os perdedores vão fazer a decisão do terceiro lugar no mesmo dia.

## Campeonatos
| Sede           | Campeão          | Vice        | Campeonato |
| -------------- | ---------------- | ----------- | ---------- |
| Gauteng        | Atlético Mineiro | Rubin Kazan | Primeiro   |
| Belo Horizonte | Atlético Mineiro | Cruzeiro    | Segundo    |

## Campeonato de Gauteng

### Equipes Participantes
Estas são as doze equipes participantes:
| País          | Classificado(s)                                            |
| ------------- | ---------------------------------------------------------- |
| África do Sul | BIDVest Wits Jomo Cosmos Mamelodi Sundowns Orlando Pirates |
| Botswana      | Young Zebras                                               |
| Brasil        | Atlético Mineiro                                           |
| Chile         | Universidad Católica                                       |
| Países Baixos | PSV                                                        |
| México        | Pachuca                                                    |
| Nigéria       | Apapa                                                      |
| Rússia        | Rubin Kazan                                                |
| Zâmbia        | K-Stars                                                    |

### Sede
Os jogos vão ser no NFTC-S e no Moruleng Stadium, os dois na África do Sul, em Gauteng.

### Primeira fase
Na primeira fase as doze equipes estão em quatro grupos de três equipes, em só ida. O primeiro de cada grupo se classifica para a fase final.
Todas as partidas estão no horário local (UTC+2).

#### Grupo A
| Time         | Pts | J | V | E | D | GP | GC | SG |
| ------------ | --- | - | - | - | - | -- | -- | -- |
| Rubin Kazan  | 2   | 3 | 0 | 2 | 1 | 1  | 2  | -1 |
| Jomo Cosmos  | 2   | 3 | 0 | 2 | 1 | 3  | 7  | -4 |
| Young Zebras | 2   | 3 | 0 | 2 | 1 | 1  | 5  | -4 |

#### Grupo B
| Time             | Pts | J | V | E | D | GP | GC | SG |
| ---------------- | --- | - | - | - | - | -- | -- | -- |
| Atlético Mineiro | 7   | 3 | 2 | 1 | 0 | 8  | 2  | +6 |
| BIDVest Wits     | 6   | 3 | 2 | 0 | 1 | 5  | 4  | +1 |
| Apapa            | 4   | 3 | 1 | 1 | 1 | 7  | 5  | +2 |

#### Grupo C
| Time                 | Pts | J | V | E | D | GP | GC | SG |
| -------------------- | --- | - | - | - | - | -- | -- | -- |
| K-Stars              | 4   | 3 | 1 | 1 | 1 | 2  | 2  | 0  |
| Orlando Pirates      | 2   | 3 | 0 | 2 | 1 | 0  | 1  | -1 |
| Universidad Católica | 1   | 3 | 0 | 1 | 2 | 1  | 5  | -4 |

#### Grupo D
| Time              | Pts | J | V | E | D | GP | GC | SG |
| ----------------- | --- | - | - | - | - | -- | -- | -- |
| Pachuca           | 7   | 3 | 2 | 1 | 0 | 5  | 2  | +3 |
| Mamelodi Sundowns | 6   | 3 | 2 | 0 | 1 | 6  | 4  | +2 |
| PSV               | 4   | 3 | 1 | 1 | 1 | 1  | 1  | 0  |

### Fase final
A fase final terá a seguinte composição:
|  | Semifinais          | Semifinais          |   |                     | Final               | Final |  |
|  |                     |                     |   |                     |                     |       |  |
|  | 1 de abril - NFTC-S |                     |   |                     |                     |       |  |
|  | Pachuca             | 0                   |   |                     |                     |       |  |
|  | Atlético Mineiro    | 1                   |   |                     |                     |       |  |
|  |                     |                     |   |                     |                     |       |  |
|  |                     |                     |   |                     | 2 de abril - NFTC-S |       |  |
|  |                     |                     |   |                     | Atlético Mineiro    | 3     |  |
|  |                     | Rubin Kazan         | 0 |                     |                     |       |  |
|  |                     |                     |   |                     |                     |       |  |
|  |                     |                     |   |                     |                     |       |  |
|  |                     |                     |   |                     | Terceiro lugar      |       |  |
|  | 1 de abril - NFTC-S | 1 de abril - NFTC-S |   | 2 de abril - NFTC-S | 2 de abril - NFTC-S |       |  |
|  | Rubin Kazan (pen)   | 1 (4)               |   | Pachuca             |                     |       |  |
|  | K-Stars             | 1 (1)               |   |                     | K-Stars             |       |  |

## Campeonato de Belo Horizonte

### Equipes Participantes
Estas são as doze equipes participantes:
| País          | Classificado(s)                                |
| ------------- | ---------------------------------------------- |
| África do Sul | Orlando Pirates                                |
| Argentina     | Boca Juniors*                                  |
| Brasil        | Atlético Mineiro Corinthians Cruzeiro Flamengo |
| Chile         | Colo-Colo                                      |
| Inglaterra    | Manchester United                              |
| Itália        | Juventus                                       |
| Japão         | Vissel Kobe                                    |
| México        | América Tijuana                                |
| Uruguai       | Nacional                                       |

- - O Boca Juniors desistiu de participar, por isso o América do México entrou no seu lugar.

### Sede
Os jogos vão ser nos campus da universidade Uni-BH e no pequeno Estádio Baleião, os dois no Brasil, estado de Minas Gerais, no município de Belo Horizonte.

### Primeira fase
Na primeira fase as doze equipes estão em quatro grupos de três equipes, em só ida. O primeiro de cada grupo se classifica para a fase final.
Todas as partidas estão no horário local (UTC−3).

#### Grupo A
| Time             | Pts | J | V | E | D | GP | GC | SG |
| ---------------- | --- | - | - | - | - | -- | -- | -- |
| Atlético Mineiro | 7   | 3 | 2 | 1 | 0 | 4  | 1  | +3 |
| Boca Juniors     | 5   | 3 | 1 | 2 | 0 | 5  | 2  | +3 |
| Juventus         | 1   | 3 | 0 | 1 | 2 | 3  | 6  | -3 |

#### Grupo B
| Time            | Pts | J | V | E | D | GP | GC | SG |
| --------------- | --- | - | - | - | - | -- | -- | -- |
| Cruzeiro        | 9   | 3 | 3 | 0 | 0 | 10 | 2  | +8 |
| Orlando Pirates | 3   | 3 | 1 | 0 | 2 | 1  | 3  | -2 |
| Tijuana         | 0   | 3 | 0 | 0 | 3 | 0  | 9  | -9 |

#### Grupo C
| Time              | Pts | J | V | E | D | GP | GC | SG |
| ----------------- | --- | - | - | - | - | -- | -- | -- |
| Colo-Colo         | 7   | 3 | 2 | 1 | 0 | 4  | 1  | +3 |
| Corinthians       | 6   | 3 | 2 | 0 | 1 | 2  | 1  | +1 |
| Manchester United | 1   | 3 | 0 | 1 | 2 | 1  | 4  | -3 |

#### Grupo D
| Time        | Pts | J | V | E | D | GP | GC | SG |
| ----------- | --- | - | - | - | - | -- | -- | -- |
| Nacional    | 7   | 3 | 2 | 1 | 0 | 7  | 2  | +5 |
| Flamengo    | 4   | 3 | 1 | 1 | 1 | 4  | 3  | +1 |
| Vissel Kobe | 0   | 3 | 0 | 0 | 3 | 1  | 8  | -7 |

### Play-off

#### Play-off 9º-12º lugar
|  | Play-off                         | Play-off                         |  |                                  | 9º lugar                         | 9º lugar |  |
|  |                                  |                                  |  |                                  |                                  |          |  |
|  | 16 de dezembro - Estádio Baleião |                                  |  |                                  |                                  |          |  |
|  | América                          | 2                                |  |                                  |                                  |          |  |
|  | Manchester United                | 3                                |  |                                  |                                  |          |  |
|  |                                  |                                  |  |                                  |                                  |          |  |
|  |                                  |                                  |  |                                  | 17 de dezembro - Estádio Baleião |          |  |
|  |                                  |                                  |  |                                  | Manchester United                |          |  |
|  |                                  | Vissel Kobe                      |  |                                  |                                  |          |  |
|  |                                  |                                  |  |                                  |                                  |          |  |
|  |                                  |                                  |  |                                  |                                  |          |  |
|  |                                  |                                  |  |                                  | 11º lugar                        |          |  |
|  | 16 de dezembro - Estádio Baleião | 16 de dezembro - Estádio Baleião |  | 17 de dezembro - Estádio Baleião | 17 de dezembro - Estádio Baleião |          |  |
|  | Tijuana                          | 0                                |  | América                          |                                  |          |  |
|  | Vissel Kobe                      | 2                                |  |                                  | Tijuana                          |          |  |

#### Play-off 5º-8º lugar
|  | Play-off                         | Play-off                |  |                                  | 5º lugar                         | 5º lugar |  |
|  |                                  |                         |  |                                  |                                  |          |  |
|  | 16 de dezembro - Estádio Baleião |                         |  |                                  |                                  |          |  |
|  | Boca Juniors                     |                         |  |                                  |                                  |          |  |
|  | Corinthians                      |                         |  |                                  |                                  |          |  |
|  |                                  |                         |  |                                  |                                  |          |  |
|  |                                  |                         |  |                                  | 17 de dezembro - Estádio Baleião |          |  |
|  |                                  |                         |  |                                  | Vencedor do Play-off 1           |          |  |
|  |                                  | Vencedor do Play-off 2  |  |                                  |                                  |          |  |
|  |                                  |                         |  |                                  |                                  |          |  |
|  |                                  |                         |  |                                  |                                  |          |  |
|  |                                  |                         |  |                                  | 7º lugar                         |          |  |
|  | 16 de dezembro - Uni-BH          | 16 de dezembro - Uni-BH |  | 17 de dezembro - Estádio Baleião | 17 de dezembro - Estádio Baleião |          |  |
|  | Orlando Pirates                  |                         |  | Perdedor do Play-off 1           |                                  |          |  |
|  | Flamengo                         |                         |  |                                  | Perdedor do Play-off 2           |          |  |

### Fase final
A fase final terá a seguinte composição:
|  | Semifinais                       | Semifinais                       |  |                         | Final                   | Final |  |
|  |                                  |                                  |  |                         |                         |       |  |
|  | 16 de dezembro - Estádio Baleião |                                  |  |                         |                         |       |  |
|  | Atlético Mineiro                 | 3                                |  |                         |                         |       |  |
|  | Colo-Colo                        | 0                                |  |                         |                         |       |  |
|  |                                  |                                  |  |                         |                         |       |  |
|  |                                  |                                  |  |                         | 17 de dezembro - Uni-BH |       |  |
|  |                                  |                                  |  |                         | Atlético Mineiro        |       |  |
|  |                                  | Cruzeiro                         |  |                         |                         |       |  |
|  |                                  |                                  |  |                         |                         |       |  |
|  |                                  |                                  |  |                         |                         |       |  |
|  |                                  |                                  |  |                         | Terceiro lugar          |       |  |
|  | 16 de dezembro - Estádio Baleião | 16 de dezembro - Estádio Baleião |  | 17 de dezembro - Uni-BH | 17 de dezembro - Uni-BH |       |  |
|  | Cruzeiro (pen)                   | 1 (4)                            |  | Colo-Colo               |                         |       |  |
|  | Nacional                         | 1 (2)                            |  |                         | Nacional                |       |  |

#### Semifinais
| 16 de dezembro | Atlético Mineiro              | 3 – 0 | Colo-Colo | Estádio Baleião |
| 17:00          | Carlos · Zé Alberto · Marcelo |       |           |                 |

| 16 de dezembro | Cruzeiro | 1 – 1 | Nacional   | Estádio Baleião |
| 18:30          | Judivan  |       | Labandeira |                 |

|                                     |       | Penalidades                     |  |
| De la Maria Judivan Gabriel Antônio | 4 – 2 | Richard Pereiro Luno Labandeira |  |

#### Disputa do 3º colocado
| 17 de dezembro | Colo-Colo | – | Nacional | Uni-BH |
| 18:00          |           |   |          |        |

#### Final
| 17 de dezembro | Atlético Mineiro | – | Cruzeiro | Uni-BH |
| 19:30          |                  |   |          |        |